# Perfect Symmetry (Fates-Warning-Album)
Perfect Symmetry ist das 1989 erschienene fünfte Studioalbum der Progressive-Metal-Pioniere Fates Warning. Sänger Ray Alder hatte hier seinen zweiten Auftritt, während Schlagzeuger Mark Zonder Anfang des Jahres frisch eingestiegen war.
Im Juni 2008 gab Metal Blade eine Deluxe-Edition mit der remasterten Original-CD, einer Bonus-CD mit den Demo-Versionen sowie einer DVD mit Live-Aufnahmen der Perfect Symmetry World Tour heraus.

## Musik
War bereits beim Vorgänger No Exit eine leichte Abkehr vom aggressiven Metal-Sound der ersten Alben erkennbar, wurde der Trend bei Perfect Symmetry konsequent fortgesetzt, um ein Album später, bei Parallels, in ein feinsinniges und trotz der pop-ähnlicheren Strukturen immer noch progressives Fahrwasser zu münden.
In den drei- bis achtminüten Songs sind diesmal Violinen- und Keyboardpassagen eingearbeitet, die neben den obligatorischen Melodie-, Tempo- und Rhythmuswechseln dazu beitragen, dass jeder einen eigenen Charakter aufweist.
Through Different Eyes ist „hart, straight, radiotauglich“, At Fates Hand „kompliziert, ausgefeilt, tiefschichtig instrumentiert“, weist also die typischen Merkmale eines Progressive Metal-Stückes auf, was – weniger ausgeprägt – auch auf Part of the Machine und Nothing Left to Say zutrifft. Static Acts, The Arena und A World Apart weisen die größte Nähe zum Heavy Metal auf, besonders Static Acts aufgrund des besonders schrill wirkenden hohen Gesangs. Chasing Time schließlich ist „rein akustisch und balladesk.“
Tim Hofmann fasst es wie folgt zusammen: „Die Musik erinnert vom Grundcharakter her ein wenig an Debussy, der rockig übersetzt wurde. Sehr schöne melancholische Stimmungen überzeugen hier auf eine eingängige Weise, die nur noch stellenweise durch quergebürstete Breaks für das Erinnerungsvermögen aufgerauht wird. Außerdem läuft Sänger Alder zur Höchstform auf – sehr beeindruckend.“

## Text
Die die Kompositionen kenn- und auszeichnende Neuausrichtung fällt bei den Texten noch deutlicher aus, sind doch die Inhalte rund um Fantasy, Okkultismus, Esoterik und Mystik gänzlich moderneren und introspektiveren gewichen.
Die Sprache ist elaboriert (die Gebildetensprache, der so genannte „elaborated code“, wurde benutzt), die Inhalte (die so genannten „messages“) sind tiefgründig. Beides lässt nur eine grobe Charakterisierung zu: Gesellschaftskritisch sind Part of the Machine und A World Apart, systemkritisch sind Static Acts und The Arena, philosophisch sind Through Different Eyes, At Fates Hands, Chasing Time. Der Schlusspunkt Nothing Left to Say ist autobiografisch und beschreibt den Antagonismus, weitergehend gesagt das sich möglicherweise daraus ergebende Paradoxon einer Schreibblockade trotz künstlerischer Entfaltungsfreiheit.
Die Lyrics genießen somit den Ruf, „bodenständig“ und „anspruchsvoll“ zu sein.
Strophenaufbau und Reimschema grenzen die Songs zusätzlich voneinander ab. Vom klar strukturierten und sauber gereimten At Fates Hand reicht die Palette bis zum wirr anmutenden Part of the Machine mit seinen teils gereimten, teils ungereimten, zudem mit unterschiedlicher Vers-Anzahl ausgestatteten Strophen (es gibt keinen Refrain), was der Komplexität der Komposition geschuldet ist.
Geschrieben wurden die Texte vom jeweiligen Musikautor, also vier von Matheos, drei von Aresti. At Fates Hands wurde von Aresti/DiBiase/Matheos gemeinsam verfasst (zumindest weisen die Credits keinen der drei explizit als alleinigen Textautor aus), und zwar während der Studioaufnahmen, was aus der Tatsache herzuleiten ist, dass der überwiegend instrumentale Song zunächst „Perfect Symmetry“ heißen sollte.

## Gastmusiker
Die Melodie tragende Violine in Chasing Time und das At Fates Hands-Intro wurden von Faith Fraeoli, „einem Mädchen aus Connecticut“, wie Jim Matheos im Interview lapidar hinzusetzte, eingespielt. Die Keyboards in At Fates Hands übernahm Kevin Moore, der seinerzeit Mitglied der befreundeten Band Dream Theater war, später weitere Gastauftritte bei Fates Warning-Veröffentlichungen hatte und außerdem mit Matheos die Band OSI ins Leben rief.

## Entstehungsgeschichte
Über die Entstehungsgeschichte der einzelnen Songs ist kaum etwas bekannt. Im Gegensatz zu No Exit, das in sechs bis sieben Monaten gereift war, standen für das Perfect Symmetry- Songwriting lediglich zwei Monate zur Verfügung.
Bei der Auswahl des Studios, des Produzenten und des Soundmixers wurde auf Bewährtes zurückgegriffen. Sowohl die Carriage House Studios als auch Roger Probert waren bereits für No Exit ausgewählt worden. Zunächst war Terry Brown für den Mix vorgesehen, man vertraute diesen jedoch wieder Max Norman, unterstützt von Phil Magnotti, an. Die Aufnahmen wurden am 20. April 1989 begonnen und waren Mitte Mai abgeschlossen. Die geplante Song-Abfolge sowie ein Titel wurden in deren Verlauf noch geändert.

## Titelliste
1. "Part of the Machine" (Matheos) – 6:15
2. "Through Different Eyes" (Matheos) – 4:22
3. "Static Acts" (Aresti) – 4:28
4. "A World Apart" (Aresti) – 5:03
5. "At Fate's Hands" (Aresti/DiBiase/Matheos) – 6:59
6. "The Arena" (Aresti) – 3:18
7. "Chasing Time" (Matheos) – 3:38
8. "Nothing Left to Say" (Matheos) – 7:58

### Deluxe-Edition (2008)
Disc 2: Studio-Demos
1. "Part of the Machine" – 7:03
2. "Through Different Eyes" – 4:20
3. "Static Acts" – 4:27
4. "A World Apart" – 5:38
5. "At Fate's Hands" – 6:11
6. "The Arena" – 3:52
7. "Chasing Time" – 4:06
8. "Nothing Left to Say" – 8:06
9. "Part of the Machine" – 8:03
10. "Nothing Left to Say" – 4:51

Disc 3: Live-DVD
Allentown, PA, December 2, 1989
1. "Fata Morgana"
2. "Part of the Machine"
3. "Silent Cries"
4. "Static Acts"
5. "Through Different Eyes"

Houston, TX, April 26, 1990
1. "Fata Morgana"
2. "Static Acts"
3. "Anarchy Divine"
4. "Silent Cries"
5. "Nothing Left to Say"
6. "Quietus"
7. "Damnation"

Amsterdam, Netherlands, December 16, 1989
1. "Fata Morgana"
2. "Part of the Machine"
3. "Silent Cries"
4. "The Apparition"
5. "Through Different Eyes"
6. "Nothing Left to Say"

Philadelphia, PA, March 27, 1990
1. "The Arena"

New Haven, CT, December 11, 1989
1. "Through Different Eyes"
2. "The Apparition"
3. "Damnation"
4. "Exodus"
5. "Drum Solo"
6. "Nothing Left to Say"
7. "The Ivory Gate of Dreams"

+ Video-Clip: "Through Different Eyes"

## Cover
Boris Kaiser bezeichnete das Cover im Rock Hard als „eins der besten […] aller Zeiten“. Dasselbe aussagend schreibt Tim Hofmann, es gehöre „zu den wohl besten und trefflichsten Plattenhüllen der Neuzeit“.
Es zeigt zwischen einem oberen grau-melierten Streifen mit dem schwarzen Bandlogo und einem unteren grau-melierten mit dem ebenfalls schwarz gedruckten Albumtitel eine düstere Fließbandszene. Es stehen drei sich klonartig gleichende ältere Männer im Overall, an deren Brusttaschen ein Firmen-Signet prangt, hinter dem Fließband und werfen prüfende Blicke auf jeweils eine an ihnen vorbeikommende kleine Kopie der Venus von Milo, die, wenn sie nicht als strahlend-weiß durchgehen kann, so doch zumindest die hellsten Stellen des Bildes sind. Das berühmte antike Bildhauer-Kunstwerk steht für das Schönheitsideal – und ein solches hat immer etwas mit Symmetrie zu tun.
Das allen Metal-Klischees zuwiderlaufende Artwork wurde im Scarpati Studio des Werbefotografen und Cover-Künstlers John Carpati nach einem Konzept von Rush-Intimus und dem Haus-Designer der Prog-Szene (neben Rush z. B. Dream Theater) Hugh Syme gefertigt. Er entwarf auch das Nachfolge-Cover zu Parallels, auf dem derselbe alte Mann im Sterbebett zu sehen ist, bedeckt von einem bunt-leuchtenden Quilt.

## Rezeption
Der Metal Hammer kommentierte das „Soundcheck“-Ergebnis vom 22. September 1989 mit seinen sieben Höchstwertungen von zehn Kritikern: „Einsam an der Spitze rangieren einmal mehr Fates Warning, die mit ihrem neuen Album Perfect Symmetry bewiesen haben, daß selbst einer Hammerscheibe wie No Exit [...] noch eine Steigerung folgen kann.“ Herrschte ansonsten bei Erscheinen noch Skepsis vor wie bei Frank Trojan vom Rock Hard, der befürchtete, „dass das Album […] es sehr schwer haben wird, die alten Fans bei Laune zu halten“, während ihm selbst freilich die Vergabe von 9,5 von 10 möglichen Punkten leichtfiel, wird es im Rückblick einhellig als „Meilenstein“ gehandelt: Im Rock Hard wurde es dann 2002 im Ranking „Die 300 besten Hard’n’Heavy-Scheiben aller Zeiten“ auf Rang 67 geführt. Auf vampster.com taucht der Begriff „Meilenstein“ (im Zusammenhang mit der Wiederveröffentlichung als Deluxe-Edition) auf. Robert Taylor vergab bei allmusic.com 4 von 5 Sterne und sein Fazit lautete: „An historic recording in the progressive metal genre.“